# Haval
Haval Khalil, känd som enbart Haval (stiliserat HAVAL i marknadsföringssammanhang), född 16 maj 1995 i Husby, är en svensk rappare och låtskrivare från Stockholmsstadsdelen Skarpnäck. Haval har kurdiskt påbrå, då hans föräldrar kom till Sverige 1994 från den kurdiska delen av Irak.
Han slog igenom med debutalbumet Inloggad (2020), producerat av Manny Flaco. Låtarna skildrar ofta ett eländigt liv i utanförskap med vapen och droger. De har fått miljontals lyssningar på flera strömningstjänster. Ett uppföljande album, Inloggad 2, släpptes i juni 2022.

## Brott
Haval har avtjänat ett fängelsestraff i Norge på anstalten i Ringerike, där domen gällde ett rån. Under fängelsetiden skrev han sina första låttexter.
I april 2021 nominerades Haval till en Grammis i kategorin "Årets nykomling". Nomineringen orsakade kontrovers på grund av Havals inblandning i ett brottmål där åtal väckts. Han dömdes den 14 juli 2021 till fängelse i två år och sex månader för medhjälp till människorov och rån av Södertörns tingsrätt i rättegången mot Vårbynätverket. Domen överklagades och fastställdes i februari 2022 vid Svea hovrätt. Den person som blev kidnappad var en konkurrerande rappare, Einár.

## Diskografi

### Studioalbum
| År   | Titel                        | Sverigetopplistan |
| ---- | ---------------------------- | ----------------- |
| 2020 | Inloggad (med Manny Flaco)   | 13                |
| 2022 | Inloggad 2 (med Manny Flaco) | 1                 |
| 2024 | Inloggad 3                   | ?                 |

### Singlar
| År   | Titel                                  | Sverigetopplistan | Album      |
| ---- | -------------------------------------- | ----------------- | ---------- |
| 2019 | "Klass ett" (feat. Manny Flaco)        | —                 | Inloggad   |
| 2019 | "Caravan" (feat. Manny Flaco)          | —                 | —          |
| 2020 | "Ya Habiba" (feat. Manny Flaco)        | —                 | —          |
| 2020 | "Kandahar" (feat. Manny Flaco)         | —                 | Inloggad   |
| 2020 | "Guerra" (feat. Manny Flaco)           | —                 | Inloggad   |
| 2020 | "Kontrollzon" (feat. Manny Flaco)      | 45                | —          |
| 2020 | "Vice" (feat. Manny Flaco)             | 24                | —          |
| 2020 | "Hell" (feat. Manny Flaco)             | 29                | —          |
| 2020 | ".357" (feat. Manny Flaco)             | 19                | —          |
| 2020 | "Hayati" (feat. Manny Flaco)           | 35                | —          |
| 2021 | "Animal" (feat. Manny Flaco)           | 22                | —          |
| 2021 | "Gang Gang" (feat. Manny Flaco)        | 23                | —          |
| 2021 | "Dansa till misär" (feat. Manny Flaco) | 23                | —          |
| 2021 | "Kingston" (feat. Manny Flaco)         | 10                | —          |
| 2021 | "Joker"                                | 16                | —          |
| 2021 | "Åskan"                                | 34                | —          |
| 2022 | "Bandol" (feat. Manny Flaco)           | 8                 | Inloggad 2 |
| 2022 | "Toùtoù" (feat. Manny Flaco)           | 16                | —          |
| 2022 | "Kalash"                               | 14                | —          |
| 2023 | "Lojalitet"                            | 18                | —          |
| 2023 | "Sicarios"                             | 30                | —          |
| 2023 | "Southside"                            | 9                 | —          |
| 2023 | "Paris"                                | 33                | —          |
| 2024 | "Drip"                                 | —                 | —          |

### Tillsammans med andra
| År   | Musiker   | Titel                                             | Sverigetopplistan | Album            |
| ---- | --------- | ------------------------------------------------- | ----------------- | ---------------- |
| 2018 | Macky     | "Lagen" (feat. Thrife, Haval, Abidaz)             | 90                | Genom alla väder |
| 2019 | Viktor Ax | "Försök andas" (feat. Haval, Malinn)              | —                 | Epilepsi         |
| 2020 | Macky     | "Vinterdepress 2" (feat. Dree Low, Thrife, Haval) | —                 | —                |
| 2020 | Abidaz    | "Hell Ye" (feat. Einár, Haval)                    | —                 | —                |
| 2020 | Macky     | "C'est la vie" (feat. Haval)                      | 58                | Timeline         |
| 2020 | Adel      | "G For Life" (feat. Haval)                        | —                 | Guld utav sand   |